# Jacinto Grau

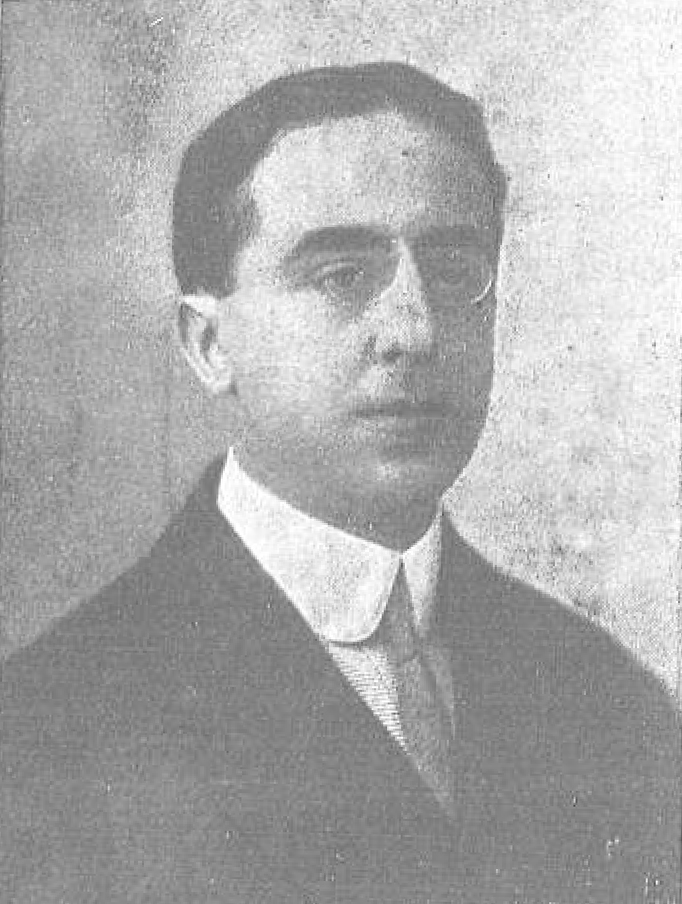
Retrato de Jacinto Grau

Jacinto Grau Delgado (Barcelona, 6 de abril de 1877 - Buenos Aires, 14 de agosto de 1958) fue un dramaturgo español autor de una obra muy personal. Contemporáneo de la generación del 98, aunque no encuadrado en ella, compartió sin embargo con Unamuno la «preocupación por la renovación de la tragedia y por la creación de un ‘drama de pasión’», opuesto al naturalismo que populares autores como Benavente habían impuesto en el teatro de la época. De un total de 25 obras conservadas (y al menos otras nueve referidas), se considera su pieza más conseguida El señor de Pigmalión, farsa de gusto expresionista, con un planteamiento literario muy cercano a la novela de Unamuno Niebla y referencias claras al Pigmalión de Bernard Shaw y a la contemporánea Seis personajes en busca de autor, de Luigi Pirandello.
Nacido en Barcelona, hijo de Jacinto Grau Catà, médico militar catalán y Maria del Mar Delgado Rojas natural de Almería. Estudió Derecho en Valencia, y se trasladó a Madrid en 1902. Designado por la Segunda República española embajador en Panamá, durante la Guerra Civil se trasladó a Chile con su esposa, la actriz Herminia Peñaranda, y de allí a Buenos Aires, en 1939, donde vivió exiliado hasta su muerte, el 14 de agosto de 1958.

## Dramaturgia
Su primera creación literaria fue una novela, Trasuntos (1893), bien acogida por Joan Maragall, que destacó su vertiente filosófica, pero sin embargo Grau orientó su creatividad hacia la dramaturgia. Escribió asimismo Las bodas de Camacho, libreto de zarzuela en un acto, estrenado en el Teatro Tívoli de  Barcelona, el 12 de junio de 1903, con música de P. E. Ferrán e inspirada en el episodio del mismo asunto, escrito por Miguel de Cervantes para la segunda parte de Don Quijote. 
En el campo estrictamente teatral cabe mencionar El tercer demonio, escrita, publicada y estrenada en 1908 en el Teatro Lara de Madrid el 29 de febrero; Don Juan de Carillana, estrenada también en Madrid, en el Teatro de la Infanta Isabel, el trece de noviembre de 1913. Y en teatros provinciales, El mismo daño (escrita en 1905, estrenada en León el 26 de agosto de 1919 y publicada en 1921), o Entre llamas (tragedia escrita en 1907 y estrenada en el Teatro Principal de San Sebastián el 20 de marzo de 1915). No obstante, su mejor obra sería El señor de Pigmalión (farsa tragicómica), escrita en 1921 y estrenada en el «Théâtre de l'Atelier», el 16 de febrero de 1923, y más tarde en el National Theatre de Praga (el 25 de septiembre de 1925), dirigida por Karel Čapek, y en Madrid, en el Teatro Cómico, el dieciocho de mayo de 1928. Se reestrenó al parecer en el mencionado «L'Atelier» de París en 1930.
Algunos críticos le valoran su trabajo como renovador de algunos aspectos del teatro épico y la farsa, los temas bíblicos o del Romancero y el teatro clásico español. De sus primeras piezas primeras se destacan En Ildaria, sátira política, o El Conde Alarcos (que no sería estrenada hasta el 19 de noviembre de 1919), e inspirada en un personaje del romancero medieval, ya tratado por autores del Romanticismo.
Don Juan de Carillana, escrita y estrenada en 1913, presentaba un don Juan provinciano y decadente, incapaz de conquistar a una mujer que se burla de él.
Entre las obras de ambiente bíblico, puede destacarse El hijo pródigo. Parábola bíblica en tres jornadas. (1917), estrenada el 14 de marzo de 1918 en el Teatro Eslava de Madrid..
A finales de los años 1920, volvió Grau al tema de don Juan con El burlador que no se burla (1927), enésima recreación del mito. Otras obras suyas destacadas por la crítica, son: Las gafas de don Telesforo (1954), Bibí Carabé (1959) y En el infierno se están mudando (1958).

## Obra

### Teatro
(selección de piezas teatrales)
- El conde Alarcos (1907)
- El hijo pródigo. Parábola bíblica en Tres Jornadas (1917)
- Don Juan de Carillana (1913)
- El señor de Pigmalión (1921)
- El caballero Varona (1925)
- El burlador que no se burla (1927)
- Las gafas de don Telesforo (1954)
- Bibí Carabé (1959)

### Ensayo
- Unamuno y la angustia de su tiempo (1943)
- Estampas (1941)

### Antologías
- Don Juan en el tiempo y en el espacio antología dramática (1954)
- Poetas dramáticos españoles. Tomo II: Tirso de Molina, Ruiz de Alarcón, Agustín Moreto. Edición de Jacinto Grau. Buenos Aires: Clásicos Jackson, 1952.[3]

### Narrativa
- Trasuntos (1899)